# Championnat d'Italie de football de deuxième division 1951-1952
Navigation
Édition précédente Édition suivante
La saison 1951-1952 de Serie B, organisée par la Lega Calcio pour la sixième fois, est la 20e édition du championnat de deuxième division en Italie. Le premier du championnat est promu en première division, les cinq derniers sont relégués en Serie C.
À l'issue de la saison, l'AS Rome termine à la première place et monte en Serie A 1952-1953 (1re division). Le vice-champion, Brescia perd le match de barrage contre le 17e de la Serie A, et reste en Serie B.

## Compétition
La victoire est à deux points, un match nul à 1 point.

### Classement
| Rang | Équipe              | Pts  | J  | G  | N  | P  | Bp | Bc | Diff |
| ---- | ------------------- | ---- | -- | -- | -- | -- | -- | -- | ---- |
| 1    | AS Rome R           | 53   | 38 | 22 | 9  | 7  | 62 | 24 | +38  |
| 2    | Brescia             | 52   | 38 | 18 | 16 | 4  | 44 | 24 | +20  |
| 3    | Messine             | 45   | 38 | 16 | 13 | 9  | 37 | 23 | +14  |
| 4    | Calcio Catane       | 44   | 38 | 17 | 10 | 11 | 48 | 39 | +9   |
| 5    | Genoa CFC R         | 42   | 38 | 17 | 8  | 13 | 61 | 38 | +23  |
| 6    | Piombino P          | 41   | 38 | 15 | 11 | 12 | 48 | 39 | +9   |
| 7    | Trévise             | 41   | 38 | 14 | 13 | 11 | 44 | 38 | +6   |
| 8    | Modène              | 39   | 38 | 12 | 15 | 11 | 51 | 46 | +5   |
| 9    | Salernitana         | 39   | 38 | 13 | 13 | 12 | 44 | 43 | +1   |
| 10   | Vicence             | 38   | 38 | 13 | 12 | 13 | 47 | 40 | +7   |
| 11   | Hellas Vérone       | 38   | 38 | 14 | 10 | 14 | 46 | 44 | +2   |
| 12   | Fanfulla            | 37   | 38 | 13 | 11 | 14 | 45 | 39 | +6   |
| 13   | Syracuse            | 37   | 38 | 14 | 9  | 15 | 39 | 56 | -17  |
| 14   | Marzotto Valdagno P | 36   | 38 | 12 | 12 | 14 | 48 | 47 | +1   |
| 15   | Monza P             | 36   | 38 | 11 | 14 | 13 | 30 | 43 | -13  |
| 16   | Venise              | 34   | 38 | 10 | 14 | 14 | 38 | 47 | -9   |
| 17   | Livourne            | 34   | 38 | 12 | 10 | 16 | 33 | 43 | -10  |
| 18   | Pise                | 31   | 38 | 10 | 11 | 17 | 32 | 46 | -14  |
| 19   | Reggiana            | 24   | 38 | 8  | 8  | 22 | 38 | 70 | -32  |
| 20   | AC Stabia P         | 18-1 | 38 | 5  | 9  | 24 | 35 | 81 | -46  |

|  | Promotion en Serie A                        |
|  | Barrage de promotion                        |
|  | Relégation en Serie C                       |
|  | P : Promu de Serie C R : Relégué de Serie A |

- Brescia perd le match de barrage contre Triestina, 0 à 1, et reste en Serie B.